# Sudan na Letnich Igrzyskach Olimpijskich 1972
Sudan na Letnich Igrzyskach Olimpijskich 1972 reprezentowało 26 zawodników (wszyscy mężczyźni). Reprezentanci Sudanu nie zdobyli żadnego medalu na tych igrzyskach.

## Skład kadry

### Boks
Mężczyźni
- Mohamed Abakkar - waga musza - 32. miejsce
- Kasamiro Kashri Marchlo - waga lekka - 17. miejsce
- Timsah Okalo Mulwal - waga lekko-półśrednia - 17. miejsce
- Mirgaani Gomaa Rizgalla - waga półśrednia - 17. miejsce
- Abdel Wahab Abdullah Salih - waga średnia - 17. miejsce

### Lekkoatletyka
Mężczyźni
- Ibrahim Saad Abdel Galil - 200 metrów - odpadł w eliminacjach
- Angelo Hussein

400 metrów - odpadł w ćwierćfinałach
800 metrów - odpadł w półfinałach
- Dafallah Sultan Farah - 1500 metrów - odpadł w eliminacjach
- Shag Musa Medani

10000 metrów - odpadł w eliminacjach
Maraton - nie ukończył
- Moreldin Mohamed Hamdi - 110 metrów przez płotki - odpadł w eliminacjach
- Mohamed Musa Gadou, Dafallah Sultan Farah, Ibrahim Saad Abdel Galil, Angelo Hussein - 4 × 400 metrów - odpadli w eliminacjach

### Piłka nożna
- Adam Mohamed Izz El-Din, Ahmed Bushara Wahba, Ahmed Abdo Mustafa, Ahmed Mohamed El-Bashir, Ahmed Mohamed Sharaf El-Din, El-Mannan Mohsin Atta, Nasr El-Din Abas, Hassan Nagm El-Din, Mohamed El-Sir Abdalla, Mohamed Abdel Fatah, Omer Hasab El-Rasoul, Salim Mahmoud Sayed, Sanad Bushara Abdel-Nadif, Suliman Gafar Mohamed - odpadli w fazie grupowej

### Podnoszenie ciężarów
- Samson Sabit Wanni - waga kogucia - 20. miejsce